# Alejandrina Benítez de Gautier
Alejandrina Benítez de Arce (Mayagüez, 26 de febrero de 1819-San Juan, 11 de octubre de 1879) fue una poeta puertorriqueña.

## Biografía
Perdió a sus padres y se quedó a cargo de su tía, la poetisa María Bibiana Benítez. Se casó con Rodulfo Gautier el 12 de abril de 1848, en Caguas, Puerto Rico y tuvieron un hijo José Gautier Benítez, que fue un reputado poeta. Se mudó con su esposo a su granja en Caguas y se involucraron en el negocio del comercio de esclavos. En 1857, su esposo murió y la viuda se trasladó de nuevo a San Juan con su tía.
Colaboró con el Aguinaldo Puertorriqueño, publicación de 1843 de jóvenes literatos. Escribió un poema llamado La Patria del Genio dedicado a José Campeche, por el que le dieron 100 pesos en la «Sociedad Económica Amigos del País».
Murió el 11 de octubre de 1879 a los 60 años.

## Honores

### Eponimina
Puerto Rico ha honrado su memoria dedicándole varias escuelas e incluso hay una en Brooklyn que ha recibido su nombre.

## Obra
Sus obras más conocidas son:
- Al Cable Submarino en Puerto Rico
- A La Estatua de Colón en Cárdenas
- A Cuba